# 南聖蓋博 (加利福尼亞州)
南聖蓋博（英語：South San Gabriel）是位於美國加利福尼亞州洛杉磯縣的一個人口普查指定地區。

## 地理
南聖蓋博的座標為34°02′57″N 118°05′43″W / 34.04917°N 118.09528°W，而該地最高點為海拔高度83米（即272英尺）。

## 人口
根據2010年美國人口普查的數據，南聖蓋博的面積為2.158平方千米，當中陸地面積為2.158平方千米，而水域面積為0.000平方千米。當地共有人口8070人，而人口密度為每平方千米3,739人。